# Latikoili
Latikoili – gaun wikas samiti w zachodniej części Nepalu w strefie Bheri w dystrykcie Surkhet. Według nepalskiego spisu powszechnego z 2001 roku liczył on 2481 gospodarstw domowych i 12380 mieszkańców (6262 kobiet i 6118 mężczyzn).